# 手旗信号

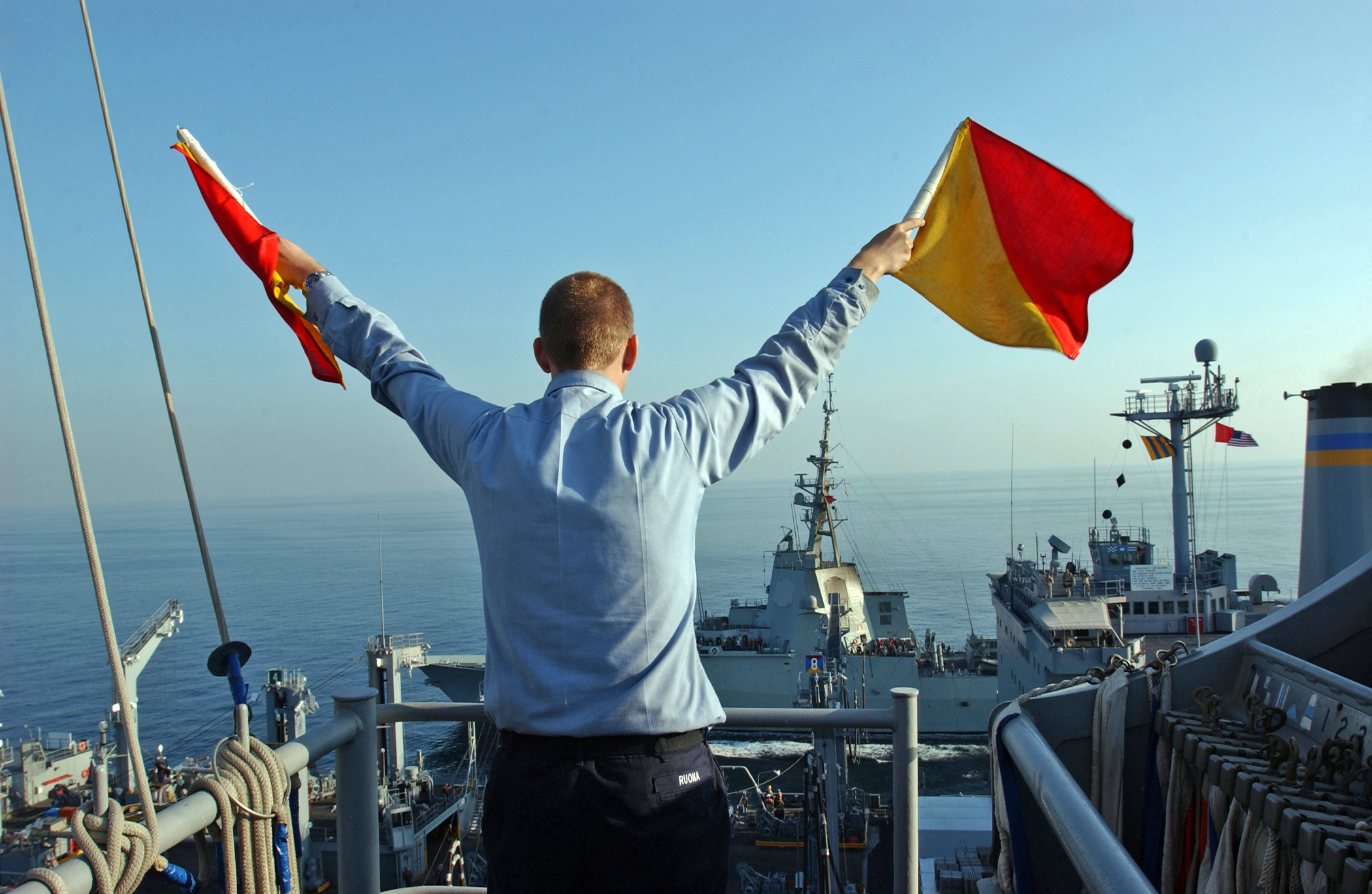
手旗信号を送るアメリカ海軍の乗員　使っているのはセマフォア信号

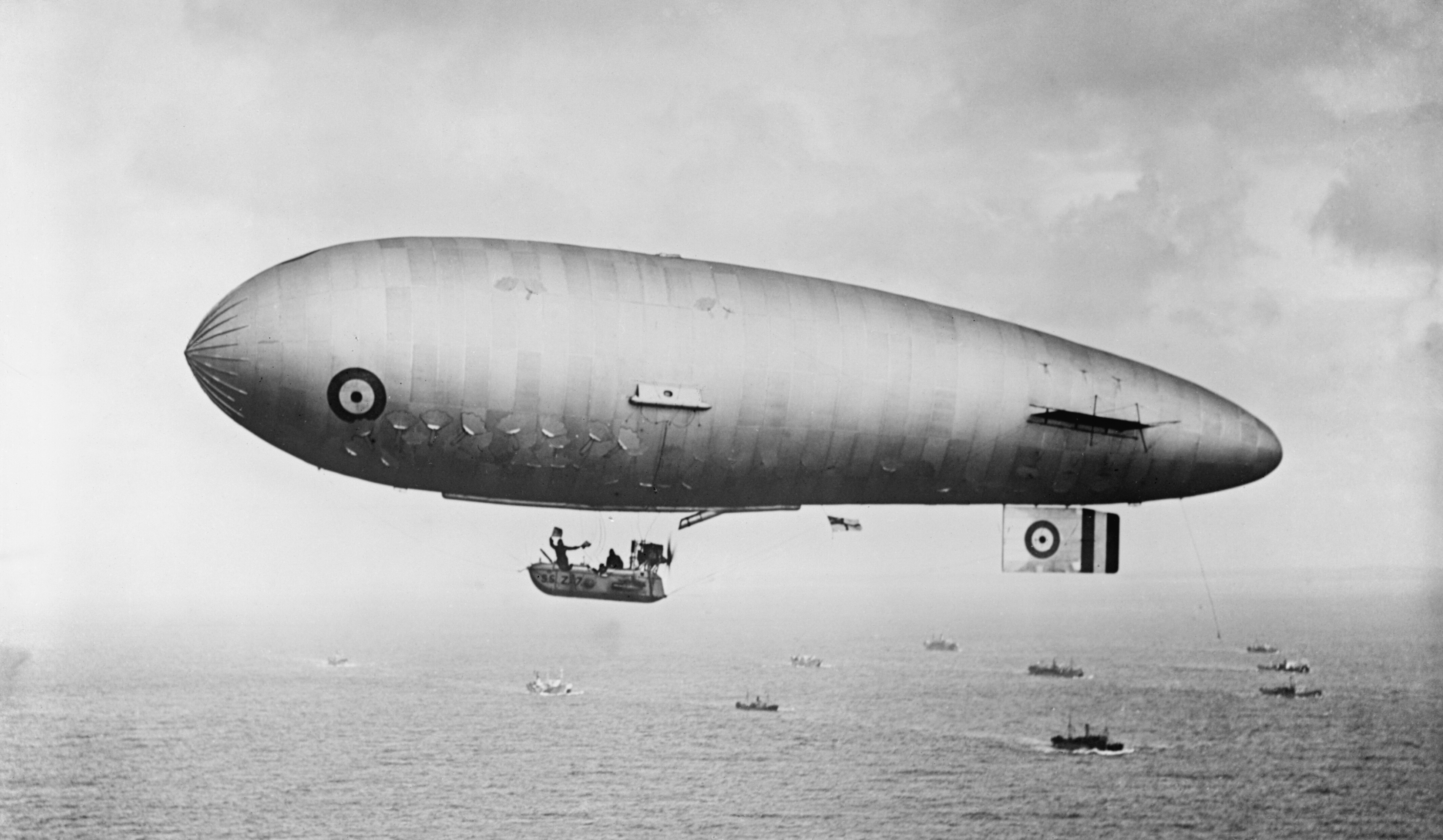
手旗信号を送る飛行船の乗員

手旗信号（てばたしんごう）は、手旗を使い、望遠鏡・双眼鏡で見える可視範囲で遠方への通信を行う手段。その成り立ちから、おもに海上で用いられる。
海上自衛隊では、特別な機材や電源を必要とせず、電波を発することのない簡便で合理的な通信手段として利用している。

## 和文手旗信号

### 概要
日本で手旗信号が考案されたのは帝国海軍においてである。1893年（明治26年）頃、海軍の釜屋忠道が部下の道本場声とともに考案したとされる。カタカナの裏文字を両手を使って書いて見せ、ほぼ誤りなく読み取ることができたことから、近距離の通信では実用信号として使えると判断し、海軍に進言し、正式に採用された。これが「海軍手旗信号法」になったといわれる。海軍の手旗信号法は、1893年には陸軍によっても採用された。
その後、海軍で覚えた信号法を商船でも海軍手旗信号法を準用して使うようになり、1936年（昭和11年）に海軍と統一した「日本船舶手旗信号法」として定められた。
太平洋戦争後になり、海軍が消滅したことなどもあり、海軍が規定していた発光信号とまとめる形で1952年（昭和27年）に運輸省（当時）告示により「日本船舶信号法」が制定され、手旗信号は引き続き日本の船舶信号として採用されている。
無線や光などの通信手段の発達などにより、商船や漁船の通信として使われることはないが、海上自衛隊ではもっとも基本的な特技であり、入隊時に全員が訓練を受けるほか、海上保安庁でも訓練を受ける。
海洋少年団においては、手旗信号を不自由なく使えるよう訓練を行い、全国大会などの大会競技として能力を競う。また、ボーイスカウトの訓練の一つに手旗信号があるため、ボーイ隊以上の「携帯品」の一つに信号用の紅白旗が含まれる事が多い。

### 動作
右手に赤旗、左手に白旗を持つ。
| 基本姿勢（原姿） |

#### 原画
| （0） - 赤を基本姿勢から時計回りに回す - ○ | （1） - 一  | （2） - ｜ | （逆2）    | （3） - ノ | （4） - ＼  |
| （5） - ・                                 | （6） - ニ  | （7） - L  | （8） - ┐  | （9） - フ | （10） - ハ |
| （11） - ク                                | （12） - リ | （13） - ﾞ | （14） - ﾟ |            |             |

- 原画を1 - 3種組み合わせて文字を決定する。
- 基本姿勢を1文字の区切りとする。

#### カナ
※本来の配列はいろは順だが、便宜上五十音順とした。
- ア - 9→3
- イ - 3→2
- ウ - 6→9
- エ - 1→逆2→1
- オ - 1→2→3
- カ - 8→3
- キ - 6→2
- ク - 11
- ケ - 7→3
- コ - 8→1
- サ - 1→12
- シ - 5→7
- ス - 1→2→5
- セ - 9→7
- ソ - 5→3
- タ - 11→5
- チ - 7→逆2
- ツ - 12→3
- テ - 6→3
- ト - 2→5
- ナ - 1→3
- ニ - 6
- ヌ - 9→4
- ネ - 9→2→1
- ノ - 3
- ハ - 10
- ヒ - 1→7
- フ - 9
- ヘ - 4
- ホ - 1→2→10
- マ - 9→5
- ミ - 6→1
- ム - 7→5
- メ - 3→5
- モ - 6→7
- ヤ - 8→4
- ユ - 9→1
- ヨ - 8→6
- ラ - 5→9
- リ - 12
- ル - 3→7
- レ - 7
- ロ - 7→8
- ワ - 2→9
- ヰ - 6→12
- ヱ - 9→3→1
- ヲ - 1→9
- ン - 5→1
- 濁音 - 13
- 半濁音 - 14
- 長音 - 2

日本の手旗信号は、受信者から見て正位置になるように、概ねカタカナの形状を反転して振るようなアクションを行う。ただし、「ス」は「寸」を模した形、「ネ」は「子」を模した形などというように工夫がされている。

#### 数字
数字を送信する場合、零原画から九原画をそのまま数字の0～9に充てるほか、以下の数字傍訓も必要に応じて併用される。
- 1 - ヒ
- 2 - フ
- 3 - ミ
- 4 - ヨ
- 5 - イ
- 6 - ム
- 7 - ナ
- 8 - ヤ
- 9 - コ
- 0 - レ

#### 記号
| 句点 文章の区切りに使う。半濁点と区別するため3倍程度の時間保持する。 | 数字 通信文中に数字を入れる際、数字の前後に使う。濁点と区別するため3倍程度の時間保持する。 | 掃除線 数字の中で分数を送信する場合、分子と分母の間に送信する。 | 括弧 通信文中に注釈など括弧を入れるときの前後、または数字を送信する際、数字傍訓の前後に送信する。 | 新章 2つ以上の通信分の区切りに送信する。 |

### その他の信号
| 起信信号 通信を開始する合図。赤白両旗を真上に上げた十二原画から両旗を水平にした状態まで降ろすのを、応信信号が返って来るまで繰り返す。 “通信があります” | 応信信号 起信に対し、解読準備が出来ている時に返す合図。赤白それぞれを交互に上下する。 “用意よし” | 発動信号 起信信号の後、応信信号を確認したら本文を送信する前に使う。 “本文送ります” | 消信信号 送信を誤った場合に、それまでの信号を取り消す合図。赤旗のみ真上に上げた状態から水平まで降ろすのを繰り返す。 “訂正” |
| 終信信号 本文送信が終了した合図。 “以上です” | 解信信号 終信信号に対し内容が理解出来ている時に返す合図。赤白両旗は並行にした状態で振る。        |                                                                                    | |

この項目の出典はこちら。

### 通信方法

#### 日本船舶信号法
日本船舶信号法による手旗信号の通信方法は以下の通り。
送信開始時
送信開始時、送信船所は起信形象と受信船所名を受信船所の応信があるまで繰り返す。
受信船所名が明らかなときには受信船所名を省略してもよい。
応信
送信船所から送信が開始されたことを確認した受信船所は、応信形象を送信船所に対して送信する。
送信
受信船所からの応信形象を確認した送信船所は、さらに起信形象を送り、通信文を送信する。通信文送信の前に、発動形象を用いることもできる。
通信文送信が終了したら、終信形象を送信して信号文の終わりを伝える。
解信
終信形象、または通信文の途中で句点を送信されたとき、通信文が解読できていれば解信形象を送信する。解読できていなければ、消信形象と「サラ」を送信し、再送を要求する(詳細は後述）。
筆記させる必要があるとき
筆記させる必要がある場合、送信船所は受信船所の応信を確認した後に「カケ」を数回送信する。受信船所はこれを受け、筆記の準備ができたときに「ヨシ」を送信する。
受信船所の「ヨシ」を確認した後に、送信船所は起信形象を送り、通信文を送信する。
送信を途中で中断・再開するとき
送信途中で、送信船所の都合で送信を中断するときは、「マテ」を数回送信する。「マテ」を受信した受信船所は解信形象を送信して送信を中止する。送信再開時は送信船所から起信形象を送信し、受信船所の応信形象を確認して、中止した文書の直前で語句の区切りがよいところから繰り返して送信する。
受信船所の都合で送信を中断してほしいときは、受信船所から「マテ」を数回送信し、送信船所は「マテ」を確認したら送信を中止する。送信再開をしてほしいときには、受信船所から応信形象を送信する。送信船所は中止した文書の直前で語句の区切りがよいところから繰り返して送信する。
信号文を取り消しするとき
送信船所の誤字・脱字などを取り消すときは、消信形象を数回送信し、その後直前の語句の切れ目から再度送信する。
信号文全部を取り消すときは、消信形象の後に終信形象を送信する。この時受信船所は同じく消信形象の後に終信形象を送信して応答する。
信号文を再送するとき
受信船所が信号文を解読できず、再送を要求するときは、消信形象数回の後に「サラ」を送信する。この信号を受け取った送信船所は消信形象数回の後に起信形象を送信し、信号文の最初から再送する。
信号文の途中から再送を要求するとき、受信船所は、消信形象数回の後、不明な個所の直前の区切りの良いところから「〇〇カラサラ」を送信する。この信号を受け取った送信船所は解信形象を送信した後、指定された個所から再送する。また、送信船所が全文送信した後に「〇〇カラサラ」で再送を要求し、不明な個所がなくなったときは、解信形象を送信して再送の中止を要求することもできる。この場合、送信船所は形象を送信せずに再送を終了する。
信号文の確認をしたいとき
送信船所が、受信船所で信号文を正しく受信したか確認したい（照校）とき、信号文の初めに「ムニ」を付加して送信する。これを受け取った受信船所は、信号文の送信が終了して終信形象が送信されても、解信形象を送信せず、「ムニ」を送信した後に受信した信号文を送信する。
受信船所が受信した信号文が誤っていることを発見した場合、送信船所は直ちに「イナ」を送信する。「イナ」が送信されたことを確認した受信船所は、同じく「イナ」を送信し、送信船所が送信する正しい文書を受信する。受信した信号文は同じく照校のために受信船所から返送し、誤りがないことを確認する。
受信船所が受信した文書に誤りがないことを送信船所が確認できた場合、「ヨシ」を送信する。受信船所はこれに対して解信形象を送信して応答し、確認を終了する。
信号文にアルファベットを入れるとき
信号文の中に、固有名詞などアルファベットを混ぜて送信したいときには、小かっこ形象、アルファベットに対応するカナ文字、小かっこ形象の順で送信する。アルファベットに対応するカナ文字はモールス符号#イロハを参照。
信号文に数字を入れるとき
信号文の中で数字を送信したいときには、以下3種類の方法から選択して送信する。
1. 数字形象、数字、数字形象の順に送信。
2. 数字形象、数字、かっこ、数字傍訓、かっこの順に送信。
3. 数字の読みをそのまま文字として送信。

#### 海洋少年団
日本海洋少年団連盟競技実施要綱による通信手順は以下の通り。
受信競技
受信競技では送信者が送信する信号文を競技参加者が一斉に受信する。そのため、日本船舶通信法に定める受信者が行う形象（応信・解信・消信など）はすべて省略されている。
- 送信される通信文に使用される形象は、50音表でア～ンまでの清音（ヰ・ヱを除く）と濁点とし、それ以外の記号形象は使用しない。
- 通信文は無意味50字、有意味50字とする。
- 送信者が起信形象を送信する際、補助員はホイッスルを吹鳴して知らせる[11]。
- 送信者は起信形象を送信した後に続いて発動形象を送信し、発動形象から原姿に戻るときに補助員はホイッスルを吹鳴する。
- 無意味では5文字ごと、有意味では区切りの良いところでそれぞれ区切り、発動形象を送信するとともに、補助員はホイッスルを吹鳴する。5秒経過するまで送信者は発動形象を保持し、5秒経過後原姿に戻るときに補助員はホイッスルを吹鳴する。
- 送信が終了したら、送信者は終信形象を送信するとともに、補助員はホイッスルを吹鳴する。

この手順に基づく、無意味50文字の送信手順はこの動画のような形式となる。
【手旗信号】無意味50文字 №1【受信】 - YouTube
送受信競技
送受信競技では、参加する団のメンバー8名が通信文をリレー形式で送信し、最終受信者の通信文で採点される。
- 送信される通信文に使用される形象は、50音表でア～ンまでの清音（ヰ・ヱを除く）と濁点とし、それ以外の記号形象は使用しない。(受信競技と同じ）
- 通信文は無意味50字とする。
- 競技開始前、第一送信者は競技場所の正面、それ以外の送信者は背面を向く。
- 競技開始時、第一送信者は反転し、団名と番号（〇〇団、2番　など）を発声して正面を向かせる。
- 通信の際には起信・応信・終信・解信の形象を行う。消信などそのほかの形象も必要に応じて正しく送信する。
- 第一送信者の送信が完了すると、第一送信者は正面を向き、第二送信者は反転し、団名と番号を発声して第三送信者を呼び正面を向かせる。以降順次最終受信者まで順番に通信文を送信する。
- 最終受信者が時間内[12]に受信ができない場合は失格となる。

#### 略語
日本船舶信号法には、暗語または略語に相当する通信の手順は定められていないが、それぞれの組織内で略語を取り決めて使用することがある。一例として昭和8年の『学校教練必携. 術科之部 前篇』には以下の略符号が掲載されている。
- カ：筆記せよ
- ミ：右に位置を移せ
- ト：止まれ
- ヨ：よし
- マ：待て
- コ・：攻撃前進
- マ・：松田總領

## 欧文手旗信号
1866年に、イギリス海軍の将官Home Riggs Pophamが陸上で使用していた腕木通信を大きなシステムを用いずに、手軽に人間が行えるようにして船から船・陸上に通信できるようにしたのを皮切りに、Charles Pasleyが改良を行った。
1933年に国際信号書として種々の通信法が定められたが、通信技術の発達により、旗りゅう（旗旒。旗や吹流し）を用いた信号の利用範囲が限定されることとなった。このことから、1961年に政府間海事協議機関（IMCO。1982年に現在のIMOこと国際海事機関となる）により国際信号書の改定計画が立案、承認され、1968年に新しい国際信号書が使用されることとなった。
この新しい国際信号書では、下記のセマフォア信号ではなく、モールス符号を旗手または徒手にて送信する方法が定められている。

### セマフォア信号（Flag semaphore）
セマフォア（英語：semaphore）とは古代ギリシャ語σῆμαφέρωから来たもので「腕木」という意味である。日本では、セマホアとも表記され、20世紀以降でも諸外国海軍等で使用されている。
| Rest position（準備） | Numerals（この信号からlettersを送るまで数字表記） | Error               | Cancel（訂正）                                        |       |       |
| A / 1                 | B / 2                                             | C / 3 / Ack（確認） | D / 4                                                 | E / 5 | F / 6 |
| G / 7                 | H / 8                                             | I / 9               | J / Letters（この信号からNumeralsを送るまで文字表記） | K / 0 |       |
| L                     | M                                                 | N                   | O                                                     | P     |       |
| Q                     | R                                                 | S                   | T                                                     | U     |       |
| V                     | W                                                 | X                   | Y                                                     | Z     |       |

### モールス符号
下記引用部分における、文字をカギ括弧で囲んだ部分の符号は、それらの文字が結合したひとつの符号のように送信する。

手旗または徒手によりモールス信号を行なうときには、次によるものとする。

（1）呼出し

いかなる信号方式でもよいから、信号”K2”を送信する。またこれにかえて、呼出し信号”「AA」「AA」「AA」”を表示してもさしつかえない。

（2）応答

受信局は、呼び出しを受けたときは、応答信号”T”を使用する。ただし、手旗または徒手によるモールス信号で通信ができないときは、信号”YS2”を可能な方法で送信する。

（3）呼び出し信号および応答信号の使用

呼出し信号”「AA」「AA」「AA」”および応答信号”T”は、送信局および受信局においてそれぞれ使用する。

（4）送信の要領

両手を使用して送信することを原則とするが、困難な場合は、片手で送信することができる。

（5）終信信号

信号は、すべて終信信号”「AR」”で終了する。

| （1）両手を真上に上げる。 短符 | （2）両手を肩の線で水平に伸ばす。 長符 | （3）両手旗または両手を胸の前に持ってくる。 短符と/または長符との区切り | （4）両手を下方45°の方向に伸ばす。 文字、符字または語の区切り | （5）両手で頭上に円を描く。 ・送信側でなされたときは、消信信号を示す。 ・受信側でなされたときは、再送要求を示す。 |
注意 各符間の間隔および文字と文字、符字と符字、語と語の間隔は、正しく受信しやすいように配慮して適当にとること。
--海上保安庁監修　国際信号書　第八版（1990/9/1発行）